# Jan Kazimierz Kalkstein
Jan Kazimierz Kalkstein herbu kos odmienny   – wicewojewoda malborski w latach 1685-1702, ławnik malborski w latach 1678-1709.
Poseł sejmiku malborskiego na sejm zwyczajny 1688 roku, sejm 1690 roku. Poseł sejmiku województwa malborskiego na sejm konwokacyjny 1696 roku.